# Nao Shikata
Nao Shikata (四方 菜穂, 5 de novembre de 1979) és una exfutbolista japonesa.

## Selecció del Japó
Va debutar amb la selecció del Japó el 2001. Va disputar 8 partits amb la selecció del Japó.

## Estadístiques
| Selecció del Japó | Selecció del Japó | Selecció del Japó |
| Anys              | Partits           | Gols              |
| ----------------- | ----------------- | ----------------- |
| 2001              | 3                 | 0                 |
| 2002              | 0                 | 0                 |
| 2003              | 0                 | 0                 |
| 2004              | 1                 | 0                 |
| 2005              | 2                 | 0                 |
| 2006              | 2                 | 0                 |
| Total             | 8                 | 0                 |